# Жан де Хайнцелін де Брокур
Жан де Хайнцелін де Брокур (фр. Jean de Heinzelin de Braucourt; 6 серпня 1920 — 3 листопада 1998) — бельгійський геолог, який працював переважно в Африці. Працював в Гентському університеті та Вільному університеті Брюсселю. Став відомим після знахідки кістки Ішанго у 1960 році.